# Fahrtmesser

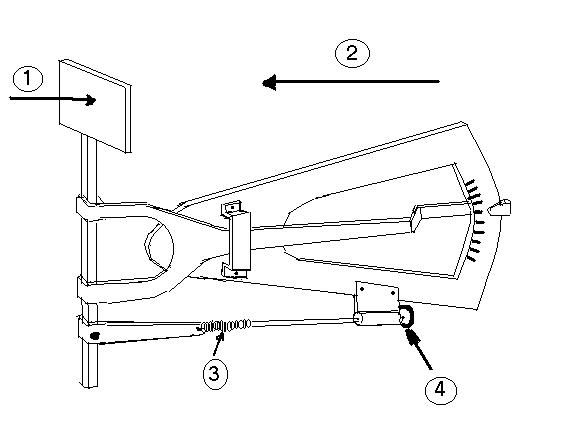
Früher Fahrtmesser des französischen Ingenieurs Albert Etévé
1. Fahrtwind; 2. Flugrichtung; 3. Feder; 4. Nullrückstellung

Fahrtmesser

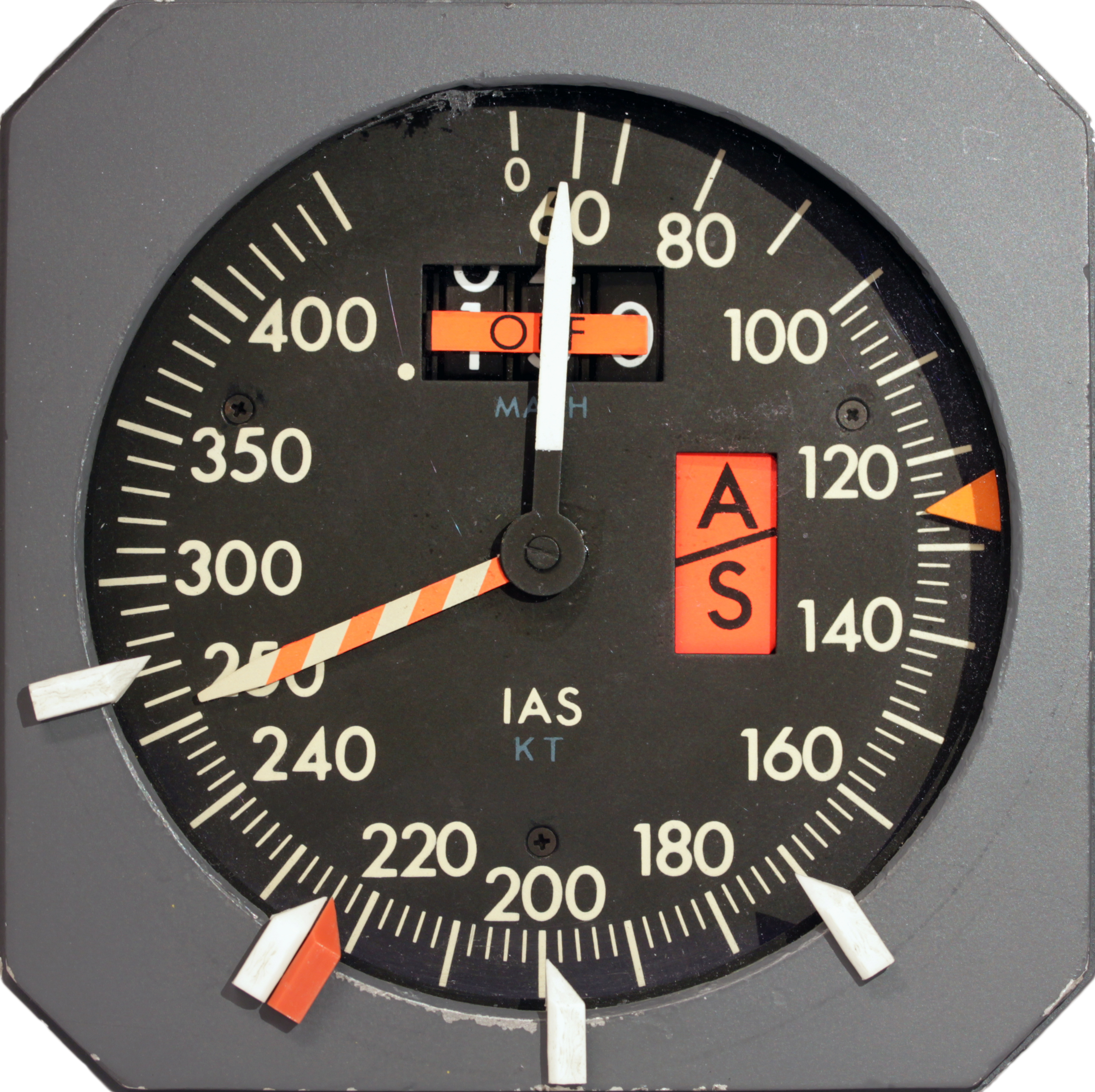
Kombinierter Fahrtmesser und Machmeter aus einem großen Strahlflugzeug. Am Rand der Skaleneinfassung sind die beweglichen Speedbugs zu sehen, mit denen variable Geschwindigkeitsbereiche markiert werden können.

Als Fahrtmesser (engl. airspeed indicator; ASI) werden in der Luftfahrt Instrumente zur Messung der Geschwindigkeit des Luftfahrzeugs gegenüber der umgebenden Luft (Fahrt, engl. air speed) bezeichnet. Die Fahrt des Luftfahrzeugs wird auch als Fluggeschwindigkeit bezeichnet.
Der barometrische Fahrtmesser ist heute die Standard-Bauform. Das Instrument besteht aus einem druckdichten Gehäuse, an das der statische Druck angeschlossen wird. Innerhalb des Gehäuses befindet sich eine Barometerdose (Membrandose), die mit dem Gesamtdruck aus statischem und dynamischem Druck beaufschlagt wird.
Die Differenz aus Gesamtdruck und statischem Druck entspricht nach der Bernoulli-Gleichung dem geschwindigkeitsabhängigen Staudruck. Diese Druckdifferenz wird auf einer Skala als Geschwindigkeit angezeigt.
Bei Segel- und Ultraleichtflugzeugen erfolgt die Anzeige der Geschwindigkeit in der Regel in km/h, bei den meisten Flugzeugen allerdings in Knoten, bei einigen kleineren Schul- und Reiseflugzeugen, meist amerikanischer Hersteller, auch in Meilen pro Stunde. Es sind auch Fahrtmesser mit mehreren Skalen verfügbar.

## Einmotorige Flugzeuge
Die Skala des Fahrtmessers für einmotorige Flugzeuge trägt farbliche Bögen zur Kennzeichnung einzelner Geschwindigkeitsbereiche:
- kein Bogen = außerhalb sicherer Betriebsgrenzen (bezogen auf 1g)
- weißer Bogen = Betriebsbereich für ausgefahrene Landeklappen, begrenzt durch VS0 (bezogen auf 1g) und VFO oder VFE.
- grüner Bogen = normaler Betriebsbereich (Landeklappen eingefahren), begrenzt durch VS1 (stall speed clean bei 1g) und VNO (normal operation speed). Die VNO ist oft gleich der Manövergeschwindigkeit VA, aber hat nicht dieselbe Bedeutung.
- gelber Bogen = Vorsichtsbereich, nur erlaubt in ruhiger Luft. In diesem Geschwindigkeitsbereich kann die Struktur durch starke Turbulenzen überlastet werden. Dieser Geschwindigkeitsbereich wird begrenzt durch VNO und VNE (Wird oft verwechselt mit der Manövergeschwindigkeit, bei der noch volle Ruderausschläge erlaubt sind. Die Manövergeschwindigkeit ist auf dem Fahrtmesser nicht dargestellt.)
- roter Strich = höchstzulässige Geschwindigkeit (VNE velocity never exceed)

Die Bögen dienen als Erinnerungs-Hilfe, die exakten Geschwindigkeiten, Verfahren und Betriebsgrenzen sind in jedem Falle dem Flughandbuch des jeweiligen Flugzeugs zu entnehmen. Dort sind unter anderem Angaben zu den Flugleistungen in Abhängigkeit von Gewicht, Schwerpunktlage und Flughöhe zu finden.

## Zwei- und mehrmotorige Flugzeuge
Die Markierungen auf dem Fahrtmesser von Zweimotor- und mehrmotorigen Flugzeugen sind identisch mit denen auf dem Fahrtmesser von Einmotorflugzeugen. Hinzu kommt jedoch die blaue Linie für die VYSE, die die beste Steigrate im Falle eines Triebwerksausfalles symbolisiert.
Verkehrsflugzeuge verfügen oft über sog. Speedbugs, welche (einer Erinnerungshilfe gleichkommend) bei der Landevorbereitung auf z. B. die VREF und/oder VTGT geschoben werden.
Es gibt für viele Flugzeuge noch weitere Geschwindigkeitsbereiche, die allerdings nicht von dauerhaft maximalem Interesse sind, sich variabel mit dem Fluggewicht verhalten oder vom Piloten einfach auswendig gelernt werden müssen (und somit nicht als farbiger Bereich auf dem Fahrtmesser abgebildet werden). Das sind z. B.:
(für Übersetzungen und weitere Erläuterungen zu den Abkürzungen siehe: Abkürzungen/Luftfahrt)
- V1 (critical engine failure decision speed)
- V2 (climb out speed)
- VA (Manövergeschwindigkeit)
- VB, VC, VD (Geschwindigkeiten aus dem v-n-Diagramm)
- VLE (Max. Landing Gear Extended Speed)
- VLO (Max. Landing Gear Operation Speed)
- VMBE (Maximum Brake Energy Speed)
- VMCA (Minimum Control Speed Air)
- VMCG (Minimum Control Speed Ground)
- VMU (Minimum Unstick Speed)
- VX (best angle of climb speed)
- VXSE (single engine best angle of climb speed)
- VY (best rate of climb speed)

Wird anstelle eines Fahrt- ein Machmesser eingesetzt, ersetzt man (sofern sinnvoll) in oben angegebenen Abkürzungen das V gegen M – daraus folgen zum Beispiel: MNO etc.
Es existieren weitere Geschwindigkeitsbereiche bei Flugzeugen, die in bestimmten Situationen interessant sein können und oftmals auch im betreffenden POH (Flughandbuch) verzeichnet sind. Sie treten jedoch ebenfalls nicht auf dem Fahrtmesser als Markierung auf und haben keine eigene feste Abkürzung im Stile von VREF, VMU etc.
Beispiele:
1. Höchstgeschwindigkeit mit offenem Fenster
2. Höchstgeschwindigkeit mit offener Seitenklapptür (Cessna 182 Q in der Version zum Fallschirmspringerabsetzen)
3. Geschwindigkeit für beste Motorkühlung im Schleppbetrieb (Christen Husky A-1)
4. Geschwindigkeit für das Setzen der Schubumkehr etc.

## Segelflugzeuge
Segelflugzeuge haben zusätzlich zu den Markierungen, die auch bei einmotorigen Luftfahrzeugen (s. o.) vorhanden sind, noch ein gelbes Dreieck. Dieses bezeichnet die vom Hersteller empfohlene Landeanfluggeschwindigkeit bei Maximalgewicht ohne Wasserballast bei Windstille.
Motorsegler haben meist noch einen blauen Strich bei der Geschwindigkeit des besten Steigens (VY).

## Technik der Fahrtmesser und Druckabnahme
Der statische Druck wird bei vielen Flugzeugtypen an etwa 1 mm großen Öffnungen (engl. static ports) beidseits des Rumpfes abgenommen und über Schlauchleitungen zu den Instrumenten geleitet. Die beidseitige Anordnung der Druckabnehmer soll Fehlanzeigen, z. B. durch schiebende Flugzustände sowie Probleme durch einen verstopften Druckabnehmer reduzieren. An das statische Drucksystem sind neben Fahrtmesser auch Höhenmesser und Variometer angeschlossen.
Der Gesamtdruck wird bei dem hier beschriebenen Fahrtmesser am Staurohr (engl. pitot tube) abgenommen und ebenfalls per Schlauchleitung zu den Instrumenten geleitet. Das Staurohr befindet sich bei den meisten Flugzeugen an der Rumpfspitze oder in der Nähe der Flügelvorderkante und ragt in eine weitgehend ungestörte Luftströmung hinein. Das Staurohr kann zum Schutze vor Vereisung mit einer Heizung (Pitot heat, meist elektrisch) ausgestattet sein.
Da es heutzutage Flugzeuge gibt, die eine Blackbox haben, muss die Geschwindigkeit des Fahrtmessers elektronisch aufgezeichnet werden. Eine Möglichkeit ist die Signalgebung mittels eines Drehkondensators, der im Instrument integriert ist.
Häufig wird das Staurohr beim Abstellen des Flugzeugs mit einer Schutzhülle überzogen (z. B. Schutz vor Verstopfung durch Insekten). Die Druckabnehmer des statischen Drucks erhalten seltener einen Schutz als das Staurohr. Bei der Vorflugkontrolle ist unter anderem zu prüfen, dass die Schutzüberzüge entfernt wurden und sich die Druckabnahmestellen in einem einwandfreien Zustand befinden (keine Verstopfung etc.).
Üblich ist die Verwendung von Prandtl’schen Rohren, mit denen gleichzeitig der Staudruck und der statische Druck abgenommen werden können. Diese sind von außen nur nach näherem Betrachten vom normalen Pitot-Rohr zu unterscheiden.
Viele Verkehrsflugzeugtypen haben mehrere Druckentnahmestellen (sowohl für statischen wie auch für Gesamtdruck), häufig getrennt für Kapitän und Kopilot, seltener mit Umschaltmöglichkeit (z. B. im Falle von Fehlfunktionen). Während des Startlaufs ist zu prüfen, dass die angezeigte Geschwindigkeit kontinuierlich wächst. Bei Crews von Verkehrsflugzeugen sollten sowohl Kapitän als auch Kopilot den Durchgang der 80-Knoten-Anzeige in ihrem Fahrtmesser mit dem Ausruf eighty (dtsch. achtzig) bestätigen. Erfolgt dieser Ausruf nicht gleichzeitig oder gibt es andere Anzeichen für eine falsche Anzeige ist sofort die Prozedur für den Startabbruch durchzuführen.
Fahrtmesser sind teilweise mit elektrischen Signalgebern ausgestattet, über die zum Beispiel Autopilot oder Transponder mit Informationen über die Geschwindigkeit versorgt werden können, sofern diese keine eigenen Druckanschlüsse oder Auswertungsinstrumente haben. Für den Autopiloten ist bei einigen Flugzeugmustern ein Umschalter zur Auswahl der zu nutzenden Signalquelle vorhanden. Glascockpits (EFIS) können ebenso mit dem Geschwindigkeitssignal versorgt werden. In diesem Falle ist dennoch ein Analoginstrument als Backup vorhanden.
Für langsame Flugzeuge werden gelegentlich statt des Staurohrs Venturi-Rohre zur Druckentnahme eingesetzt. Diese liefern einen Unterdruck statt eines Überdrucks wie beim Staurohr. Die Druckdifferenz pro Geschwindigkeitsdifferenz lässt sich durch die Formgebung des Venturi-Rohrs in weiten Grenzen beeinflussen, gängig ist eine dreifach bessere Empfindlichkeit gegenüber Staurohren.

## Trivia
„Tachometer“ bedeutet im Englischen zwar Geschwindigkeitsmesser, ist im Automobilbereich aber gewöhnlich technisch betrachtet ein Drehzahlmesser.